# Parlamentswahl in Russland 1999
- KPRF: 113
- Sonst.: 33
- Unabh.: 105
- ER: 73
- LDPR: 68
- Jabloko: 20
- URK: 29

Die Parlamentswahl in Russland 1999 fand am 19. Dezember 1999 statt. Es wurden 450 Sitze in der Duma vergeben, je zur Hälfte über Parteilisten und durch Direktwahl. Die Wahlzulassung erhielten 26 Wahlvereinigungen und eine Vielzahl von Direktkandidaten.

## Hintergrund
Die Wahl war durch den Konflikt zweier Lager innerhalb der russischen Führungsschicht gekennzeichnet.
Auf der einen Seite standen der populäre Moskauer Bürgermeister Juri Luschkow und der ehemalige Premierminister Jewgeni Primakow, die von einer Reihe einflussreicher Regionalpolitiker unterstützt wurden. Diese Kräfte hatten sich in dem Bündnis Vaterland – Ganz Russland zusammengeschlossen.
Auf der anderen Seite stand die Umgebung von Präsident Boris Jelzin, die im Falle eines Wahlerfolgs von Vaterland – Ganz Russland ihre Machtstellung und ihre finanziellen Interessen gefährdet sah. Anlass hierfür gab bspw. die Tatsache, dass Jewgeni Primakow, in seiner Zeit als Premierminister, Anfang des Jahres 1999 staatsanwaltliche Ermittlungen gegen die „graue Eminenz des Kreml“, Boris Beresowski, angestrengt hatte. Hinzu kam, dass sowohl Primakow als auch Luschkow als aussichtsreiche Kandidaten bei den ebenfalls bevorstehenden Präsidentschaftswahlen galten. Zur Durchsetzung der Interessen der Umgebung des Präsidenten wurde die politische Bewegung Einheit (Jedinstwo) gegründet, die gewissermaßen die Nachfolge der alten präsidententreuen Partei Unser Haus Russland antrat. Am Aufbau der Partei waren hochgestellte Beamte der Präsidialverwaltung wie Wladislaw Surkow und Igor Schabdurasulow beteiligt. Ein wichtiger Punkt in der Wahlkampfstrategie von Einheit bestand in der deklarierten Unterstützung des damaligen Premierministers Wladimir Putin, der über eine hohe Popularität verfügte.
Einheit erhielt während des Wahlkampfes massive Unterstützung durch die Medien der regierungsnahen Oligarchen und des Staates, darunter die Fernsehsender ORT und RTR, die Station Radio Majak und die Zeitungen Nesawissimaja gaseta und Kommersant. Vaterland – Ganz Russland wurde hingegen durch den Konzern Media-Most des Medienmagnaten Wladimir Gussinski unterstützt (zu dem unter anderem der Sender NTW gehörte) und durch die Zeitungen Moskowski Komsomolez und Sewodnja.
Weitere Parteien, die sich die Hoffnung machen durften, in die Duma einzuziehen, waren die Kommunistische Partei der Russischen Föderation, die bei der Wahl 1995 stärkste Kraft geworden war, die linksliberale Bewegung Jabloko, die wirtschaftsliberale Union der rechten Kräfte und der rechtspopulistische Block Schirinowski.

## Wahlergebnis

Mehrheiten nach Wahlkreisen (direkt gewählte Kandidaten):
Kommunistische Partei
Vaterland – Ganz Russland
Einheit
Unser Haus Russland
Union der rechten Kräfte
Jabloko
Bewegung zur Unterstützung der Armee
Allrussische Volksunion
Russische Partei der Pensionäre
Kongress der russischen Gemeinschaften und Juri Boldirew-Bewegung
Andrej Nikolajew- und Swjatoslaw Fjodorow-Block
Russische Sozialistische Partei
Geistiges Erbe
Unabhängige
Gegen alle / keine Wahl

Parteilistenstimmen:
Kommunistische Partei
Einheit
Vaterland – Gesamtrussland
Union der rechten Kräfte
Liberaldemokratische Partei
Jabloko
Unser Haus Russland
keine Wahl

Stärkste Partei wurde die KPRF. Einheit erhielt beinahe ebenso viele über Listenplätze vergebene Sitze, jedoch nur recht wenige Direktmandate. Der Wahlblock Vaterland – Ganz Russland lag deutlich hinter Einheit, konnte dies jedoch durch Direktmandate halbwegs ausgleichen. Die neu gegründete Union der rechten Kräfte erreichte überraschende 8,5 Prozent Wählerstimmen. Grigori Jawlinskis Partei Jabloko erzielte mit 5,9 Prozent der Wählerstimmen das schlechteste Wahlergebnis seit 1993.
| Endergebnis der Wahl zur russischen Duma vom 19. Dezember 1999                                  | Endergebnis der Wahl zur russischen Duma vom 19. Dezember 1999 | Endergebnis der Wahl zur russischen Duma vom 19. Dezember 1999 | Endergebnis der Wahl zur russischen Duma vom 19. Dezember 1999 | Endergebnis der Wahl zur russischen Duma vom 19. Dezember 1999 | Endergebnis der Wahl zur russischen Duma vom 19. Dezember 1999 | Endergebnis der Wahl zur russischen Duma vom 19. Dezember 1999 |
| Parteien                                                                                        | Parteiliste                                                    | Parteiliste                                                    | Direktmandate                                                  | Direktmandate                                                  | Gesamtmandate                                                  | Gesamtmandate                                                  |
| Parteien                                                                                        | in Prozent                                                     | Mandate                                                        | Mandate                                                        | in Prozent                                                     | Mandate                                                        | in Prozent                                                     |
| ----------------------------------------------------------------------------------------------- | -------------------------------------------------------------- | -------------------------------------------------------------- | -------------------------------------------------------------- | -------------------------------------------------------------- | -------------------------------------------------------------- | -------------------------------------------------------------- |
| KPRF                                                                                            | 24,29                                                          | 67                                                             | 46                                                             | 21,3                                                           | 113                                                            | 25,6                                                           |
| Einheit                                                                                         | 23,32                                                          | 64                                                             | 9                                                              | 4,2                                                            | 73                                                             | 16,6                                                           |
| Vaterland – Ganz Russland                                                                       | 13,33                                                          | 37                                                             | 31                                                             | 14,4                                                           | 68                                                             | 15,4                                                           |
| Union der rechten Kräfte                                                                        | 8,52                                                           | 24                                                             | 5                                                              | 2,3                                                            | 29                                                             | 6,6                                                            |
| Schirinowski-Block                                                                              | 5,98                                                           | 17                                                             | —                                                              | —                                                              | 17                                                             | 3,9                                                            |
| Jabloko                                                                                         | 5,93                                                           | 16                                                             | 4                                                              | 1,9                                                            | 20                                                             | 4,5                                                            |
| Andere                                                                                          | 15,33                                                          | —                                                              | 16                                                             | 7,4                                                            | 16                                                             | 3,6                                                            |
| Gegen Alle                                                                                      | 3,3                                                            | —                                                              | —                                                              | —                                                              | —                                                              | —                                                              |
| Unabhängige                                                                                     | —                                                              | —                                                              | 105                                                            | 48,6                                                           | 105                                                            | 23,8                                                           |
| Gesamt                                                                                          | 100,0                                                          | 225                                                            | 216                                                            | 100,0                                                          | 441                                                            | 100,0                                                          |
| Quelle: G. Mangott, Zur Demokratisierung Russlands, Nomos Verlagsgesellschaft, Baden-Baden 2002 |                                                                |                                                                |                                                                |                                                                |                                                                |                                                                |